# HD7710
HD7710 — хімічно пекулярна зоря спектрального класу A6, що має видиму зоряну величину в смузі V приблизно  9,0.
Вона  розташована на відстані близько 1016,1 світлових років від Сонця.